# Vörös érdestinóru
A vörös érdestinóru (Leccinum albostipitatum korábban Leccinum aurantiacum) az osztatlan bazídiumú gombák (Homobasidiomycetes) osztályának tinórugomba-alkatúak (Boletales) rendjébe, ezen belül a tinórufélék (Boletaceae) családjába tartozó faj.

## Előfordulása
A vörös érdestinórunak Európában, valamint Ázsiában és Észak-Amerikában található meg az előfordulási területe.

## Megjelenése
A kalap 5-20, néha 25 centiméter átmérőjű; fiatalon félgömb alakú, majd párnásan boltozatos, idős korban kiterül, felbőre kissé túlér a kalap peremén. Színe narancs-, barnás- vagy téglavörös, felülete nyirkos időben kissé tapadós, egyébként finoman molyhos szőrű és gyorsan száradó. A termőréteg csövei fehéresek, végül azonban szürke, piszkos olajszürke vagy sárgásszürke színűvé válnak, a tönk körül megrövidülve öblös bemélyedést alkotnak, idősebb korban kissé szivacsosak. A tönk 5-20 centiméter hosszú és 1-5 centiméter vastag, erőteljes, csúcsán elvékonyodik, alja felé gyakran vastagabb és görbült. Rajta fehér alapon érdes pikkelyek találhatók, amelyek sokszor hosszanti sorokba rendeződtek. E finom pikkelyek eleinte fehéresek, majd narancsvörösek, végül feketés-barnák. A tönk felülete nyomásra világos okkerszínűre, vöröses-szürkére vagy szürkéslilára változik. A kalap húsa feltűnően vastag, eleinte kemény, fehér, nyomás hatására sötétre színeződik, a tönkje kemény, rostos szövetű.

## Életmódja
A vörös érdestinóru Európában mindenütt előfordul, főleg nyárfák alatt, de füves-mohás helyeken is megtelepedik. Júniustól októberig terem, nemegyszer 1-2 kilogrammos példányokban.

## Felhasználhatósága
A vörös érdestinóru jó ízű és szagú, ehető gomba.